# Лорен Гримонпрез
Лорен Жорж Гримонпрез познат као Флоке Гримонпре (Гент, 14. децембар 1902. — 22. мај 1984) био јебелгијски фудбалер. Током међуратног периода играо је као нападач за Ројал Расинг .
Гримонпре је одиграо 10 утакмица и постигао један гол за Белгију. Изабран је за Олимпијске игре 1924. у Француској а такође је играо и на Светском првенству 1934. у Италији.